# 施特劳宾
施特劳宾（德語：Straubing，發音：[ˈʃtʁaʊbɪŋ] ⓘ）是德国巴伐利亚州下巴伐利亚行政区的非县辖城市，也是施特劳宾-博根县的县治，总面积67.59平方千米，2023年12月31日总人口为49,775人。

## 友好城市
施特劳宾与以下城市结为友好城市：
- 法國 伊泽尔河畔罗芒
- 愛爾蘭 蒂厄姆
- 奥地利 韦尔斯